# Флавий Капер
Флавий Капер (лат. Flavius Caper) — римский грамматик, живший во II веке.
Назван Присцианом «antiquitatis doctissimus inquisitor» («учёнейший исследователь древности»). На его сочинения «De latinitate», «De dubiis generibus» и др. часто ссылались позднейшие грамматики.
Сохранились лишь извлечения из двух небольших произведений Флавия Капера «De orthographia» и «De verbis dubiis».